# Ondřej Vokatý
Ondřej Vokatý (ur. 7 listopada 1977 r.) – czeski narciarz, specjalista narciarstwa dowolnego. Najlepszy wynik na mistrzostwach świata osiągnął podczas mistrzostw w Iizuna, gdzie zajął 4. miejsce w kombinacji. Nigdy nie startował na igrzyskach olimpijskich. Najlepsze wyniki w Pucharze Świata osiągnął w sezonie 1994/1995, kiedy to zajął 85. miejsce w klasyfikacji generalnej, a w klasyfikacji kombinacji był piąty.
W 2006 r. zakończył karierę.

## Sukcesy

### Mistrzostwa Świata
| Miejsce | Dzień     | Rok  | Miejscowość | Konkurencja        | Zwycięzca         |
| ------- | --------- | ---- | ----------- | ------------------ | ----------------- |
| 7.      | 16 lutego | 1995 | La Clusaz   | Kombinacja         | Trace Worthington |
| 21.     | 17 lutego | 1995 | La Clusaz   | Balet narciarski   | Rune Kristiansen  |
| 34.     | 19 lutego | 1995 | La Clusaz   | Skoki akrobatyczne | Trace Worthington |
| 4.      | 6 lutego  | 1997 | Iizuna      | Kombinacja         | Darcy Downs       |
| 16.     | 7 lutego  | 1997 | Iizuna      | Balet narciarski   | Fabrice Becker    |
| 38.     | 8 lutego  | 1997 | Iizuna      | Jazda po muldach   | Jean-Luc Brassard |

#### Miejsca w klasyfikacji generalnej
- 1994/1995 – 85.

#### Miejsca na podium
1. Altenmarkt – 8 marca 1997 (Kombinacja) – 2. miejsce